# Christian Otto Mohr
Christian Otto Mohr (Wesselburen, 8 ottobre 1835 – Dresda, 2 ottobre 1918) è stato un ingegnere tedesco.

Cerchio di Mohr

Fu uno dei più famosi ingegneri civili del XIX secolo.
Mohr nacque in una famiglia di proprietari terrieri della regione tedesca dell'Holstein e frequentò la Scuola Politecnica di Hannover.
A partire dal 1855, la sua prima esperienza lavorativa fu come ingegnere ferroviario per le ferrovie statali di Hannover e Oldenburg, per le quali progettò alcuni famosi ponti facendo uso pionieristico di travature reticolari in acciaio.
Anche durante questi primi anni, gli interessi di Mohr furono attratti dalle teorie di meccanica e di Resistenza dei materiali. Nel 1867 egli divenne professore di meccanica al Politecnico di Stoccarda  e, nel 1873, al Politecnico di Dresda. Mohr ebbe nelle sue lezioni un approccio diretto e semplice e fu molto popolare tra i suoi studenti. Edoardo Benvenuto in "La scienza delle costruzioni e il suo sviluppo storico" dice, "Una caratteristica preminente della personalità scientifica di Mohr è appunto la sua eccezionale capacità di interpretare in modo suggestivo e semplicissimo le equazioni che gli capitano tra le mani, traendone le conseguenze più nascoste". E ancora, "Ammiratissimo professore, <<Lehrer von Gottes Gnaden>> (maestro per grazia ricevuta), come disse di lui A. Foppl" 
Nel 1874, Mohr formalizzò l'idea, fino ad allora solo intuitiva, di struttura staticamente determinata.
Mohr fu un entusiasta degli strumenti grafici e sviluppò il metodo per la rappresentazione grafica di stati di tensione tridimensionale, precedentemente proposto da  Karl Culmann. Nel 1882, egli sviluppò in forma eccellente il metodo grafico di analisi dello stato di tensione noto come Cerchio di Mohr e lo usò per proporre una prima teoria di resistenza dei materiali centrato sul concetto di tensione tangenziale. Il suo nome è anche legato al diagramma di Williot-Mohr per l'analisi degli spostamenti di travature reticolari ed il metodo di Maxwell-Mohr per l'analisi di strutture staticamente indeterminate.
Egli si ritirò dalla vita pubblica nel 1900.